# Las Quintas Fronterizas
Las Quintas Fronterizas – jednostka osadnicza w Stanach Zjednoczonych, w stanie Teksas, w hrabstwie Maverick.